# Leytron
Leytron är en ort och kommun i distriktet Martigny i kantonen Valais, Schweiz. Kommunen hade 3 357 invånare (2023).
I kommunen finns även vintersportorten Ovrannaz och byarna Dugny, Montagnon och Produit.